# Młodzieżowa Orkiestra Dęta Koprzywnica
Młodzieżowa Orkiestra Dęta z Koprzywnicy powstała w 1988 r. Orkiestra składa się z koprzywnickiej młodzieży uczącej się i studiującej. Początki orkiestry były wyjątkowo trudne, sprzęt muzyczny był niekompletny i w bardzo złym stanie. Dzisiejsza orkiestra kontynuuje tradycje muzyczne pocysterskiego miasta. Pierwszą założył już w XVII wieku ówczesny opat klasztoru. 
W ciągu dwudziestoletniej działalności koncertowała między innymi:
- 1991 – Ogólnopolskie Dożynki w Częstochowie.
- 1996 – Udział w Regionalnym Przeglądzie Orkiestr OSP w Sandomierzu.
- 1997 – Koncert na placu św. Piotra w Rzymie oraz uroczysty występ na Monte Cassino z okazji 53. rocznicy zdobycia szczytu.
- 2000 – Udział w Międzynarodowej Parafiadzie w Warszawie (jako jedyna orkiestra zaproszona do obsługi tej imprezy, transmitowanej przez TV Polonia).
- 2005 – Pielgrzymka orkiestr na Jasną Górę.
- 2005 i 2006 – Parady najlepszych orkiestr woj. świętokrzyskiego.
- 2007 - III miejsce na Międzypowiatowym Festiwalu Orkiestr Dętych w Polichnie (woj. lubelskie).
- 2008 - II miejsce na Festiwalu Orkiestr Dętych Ziemi Sandomierskiej w Chmielowie (woj. podkarpackie)

Obecnie orkiestra daje wiele koncertów oraz bierze udział w licznych przeglądach orkiestr strażackich.